# Cuộc viễn chinh vịnh Hudson
Cuộc viễn chinh Vịnh Hudson của Jean-François de Galaup, comte de Lapérouse là một loạt các cuộc tấn công quân sự vào các đồn buôn bán lông thú và công sự của Công ty Vịnh Hudson trên bờ vịnh Hudson bởi một đội tàu chiến của Hải quân Hoàng gia Pháp. Ra khơi từ Cap-Français năm 1782, đoàn viễn chinh là một phần của cuộc hải chiến toàn cầu giữa Pháp và Anh trong Chiến tranh Cách mạng Hoa Kỳ.
Hoạt động theo lệnh bí mật từ Hầu tước de Castries, Bộ trưởng Hải quân Pháp, La Pérouse đi thuyền từ Cap-Français vào tháng 5 năm 1782 và đến Pháo đài Hoàng tử xứ Wales vào đầu tháng 8. Cả pháo đài và nhà máy thương mại York Factory đều đầu hàng mà không chiến đấu mặc dù một số lông thú được lưu trữ tại York đã bị một con tàu của công ty trốn tránh hạm đội Pháp.
Nhiều tù nhân người Anh được đưa lên một chiếc thuyền nhỏ và được phép quay trở lại Anh. Những người trong hạm đội của La Pérouse ra khơi với ít dự trữ mùa đông để giữ bí mật nên phải chịu đựng nhiều khó khăn như bệnh scobut và các bệnh khác. Công ty Vịnh Hudson bị thiệt hại vì cuộc đột kích, gây ra cái chết của một nửa dân bản địa làm ăn với công ty.